# Ramón Ángel Díaz
Ramón Ángel Díaz (La Rioja, Argentina, 29 d'agost de 1959) és un exfutbolista argentí i posterior entrenador.
Va disputar 22 partits amb la selecció de l'Argentina.

## Referències

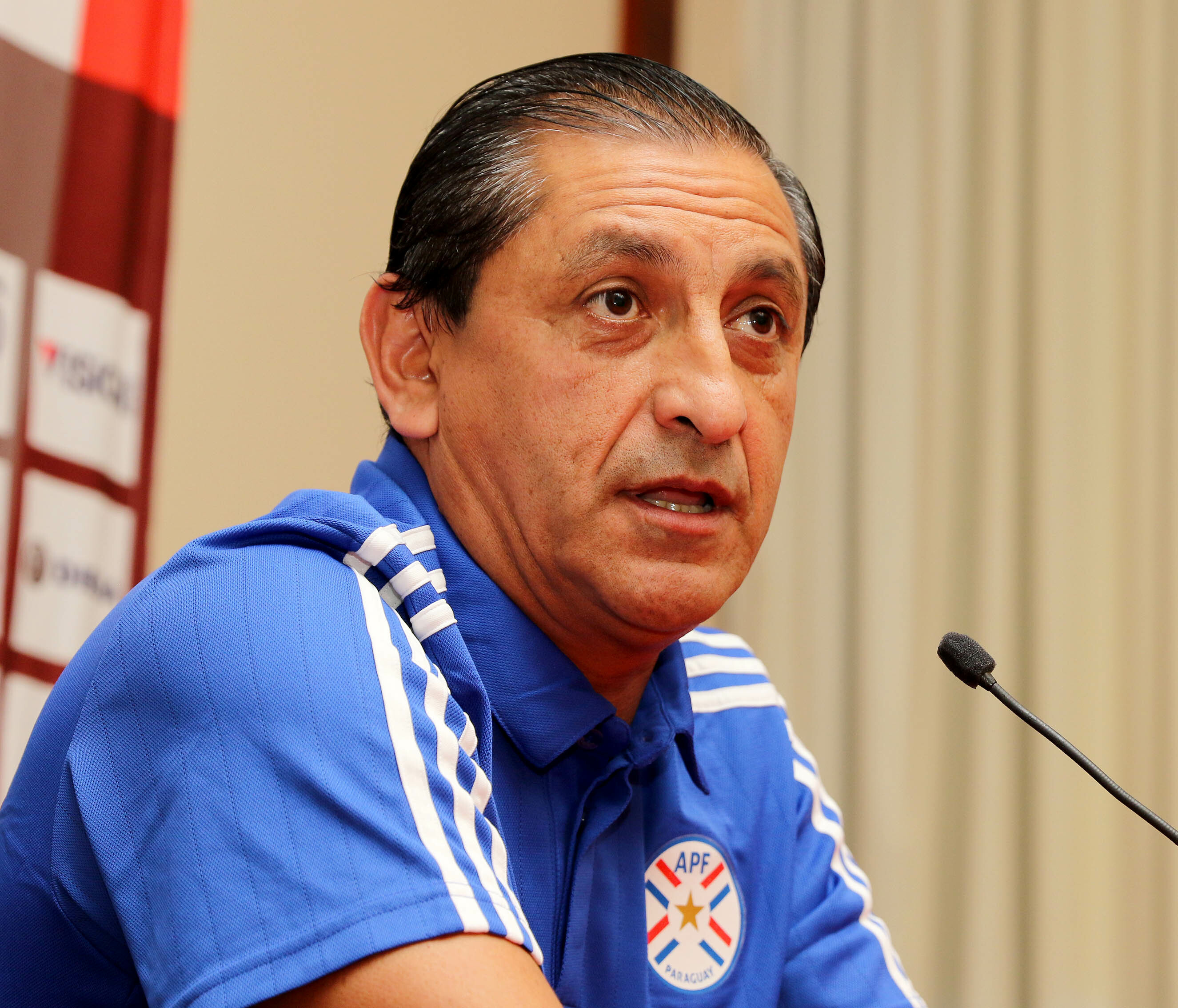
Díaz com a entrenador del Paraguai.